# Droits de l'homme en Belgique
La Belgique garantit la liberté d'expression, la liberté de presse et la liberté de culte, inscrits dans sa constitution.
La peine de mort a été abolie et le pays a signé divers accords internationaux relatifs aux droits de l'homme, en tant que membre de l'Union européenne : la Convention européenne des droits de l'homme et la Convention du 28 juillet 1951 relative au statut des réfugiés.
La Belgique a par ailleurs été le deuxième pays au monde à avoir légalisé le mariage homosexuel en 2003.
Sur l'Indice de perception de la corruption établi par l'ONG Transparency International, la Belgique est classée 22e en 2010 sur 182 pays. En termes de liberté de presse, la Belgique occupe en 2013 la 22e place du Press Freedom Index établi par l'ONG française Reporters sans frontières.

## Cour européenne des droits de l'homme
La Belgique est membre du Conseil de l'Europe et a ratifié les traités sur la Cour européenne des droits de l'homme. À ce titre, tout citoyen peut porter à la connaissance de la Cour une violation effective de ses propres droits accordés par la Convention.
Les condamnations ont très majoritairement lieu pour des manquements à l'article 6 relatif aux garanties lors de procès, comme le droit à un procès équitable. La Cour a ainsi noté les violations suivantes : 
- la procédure devant la Cour d'assises en ce qu'ils ne permettent pas à l'accusé de comprendre les raisons de sa condamnation, violation réparée par la motivation des nouveaux verdicts d'assises ;
- des délais parfois très long pour obtenir un jugement ;
- l'absence d'avocat lors de la garde à vue.